# بیگ پاینز (کالیفرنیا)
بیگ پاینز (به انگلیسی: Big Pines) یک منطقهٔ مسکونی در ایالات متحده آمریکا است که در شهرستان لس‌آنجلس، کالیفرنیا واقع شده‌است.